# Roztoky (district de Svidník)
Pour les articles homonymes, voir Roztoky.
Roztoky (en allemand : Rostocken) est une commune du district de Svidník, dans la région de Prešov, en Slovaquie.

## Histoire
La première mention écrite du village date de 1435.

## Démographie

### Évolution de la population
| Année:               | 1994. | 2004.    | 2014.    | 2024.    |
| -------------------- | ----- | -------- | -------- | -------- |
| Nombre de personnes: | 228   | 276      | 386      | 454      |
| Différence:          |       | +21,05 % | +39,85 % | +17,61 % |

| Année:               | 2023. | 2024.   |
| -------------------- | ----- | ------- |
| Nombre de personnes: | 446   | 454     |
| Différence:          |       | +1,79 % |